# Nikon
Nikon je japanska korporacija koju je ustanovio Nippon Kogaku 1917. godine. Specijalizirana je na području optike. Glavni proizvodi ove kompanije su fotoaparati, dalekozori, mikroskopi i slični optički instrumenti.
Među glavnima proizvodima nalaze se objektivi Nikkor, korišteni u Nikonovim digitalnim SLR fotoaparatima (DSLR), podvodnim kamerama Nikon i u fotoaparatima serije F s 35 mm filmom ("full frame"). Tu se nalazi i serija kompaktnih fotoaparata Coolpix.

## Konkurencija
Glavni konkurenti Nikonu su vodeće kompanije poput Canona (sustav SLR fotoaparata - Canon EOS), Pentax, Olympus, Sony.